# Crossy Road
Crossy Road je 8bitová nekonečná arkádová videohra, která vyšla v listopadu roku 2014. Byla vytvořena a vydána jako první hra australské vývojářské firmy Hipster Whale. Hru stáhlo již přes 250 milionů hráčů. Jméno hry odkazuje na vtipy „Why did the chicken cross the road?“ (česky „Proč slepice přešla ulici?“) a inspirovala se hrou Frogger.

## Princip hry
Cílem hry je dostat panáčka co nejdál přes nikdy nekončící cestu. V mobilní hře se postava kliknutím posune o políčko vpřed a posunutím do strany či dozadu požadovaným směrem. Na cestě se objevují statické i pohyblivé překážky, které musí hráč překonat, jinak postava zemře a skóre se vynuluje. Hráč také může v průběhu hra sbírat mince a za ně si pak koupit nové postavy.

## Navazující hry
Časem vychází i navazující hry. Konkrétně roce 2020 vychází Crossy Road Castle a v roce 2016 ještě Disney Crossy Road, která se vzhledem velmi podobá původní hře, ale místo chodící postavičky hrajete s postavičkou z dílny Disney, která se objeví ve svém prostředí (Lví král v divočně, králičice Hopkavá v Zootropolis, atd.). Hru vydala firma Disney Mobile.